# Venetico, Messina
Venetico är en kommun i storstadsregionen Messina, innan 2015 i provinsen Messina, i regionen Sicilien i sydvästra Italien. Kommunen hade 3 979 invånare (2017).